# بيتر جاكوبس
بيتر جاكوبس (بالفرنسية: Pieter Jacobs)‏ (و. 1986  م) هو راكب دراجة هوائية، من بلجيكا، شارك في طواف إسبانيا، يلعب كثاقب ‏.

## روابط خارجية
- بيتر جاكوبس على موقع الاتحاد الدولي للدراجات (الإنجليزية)
- بيتر جاكوبس على موقع أرشيف الدراجات (الإنجليزية)
- بيتر جاكوبس على موقع إحصائيات الدراجات الإحترافية (الإنجليزية)
- بيتر جاكوبس على موقع نسبة الدراجات (الإنجليزية)